# Droga wojewódzka 801
Die Droga wojewódzka 801 (DW 801) ist eine polnische Woiwodschaftsstraße, die auf 124 Kilometer Länge in den Woiwodschaften Masowien und Lublin in Süd-Nord-Richtung verläuft.
Die Woiwodschaftsstraße 801 verbindet die Orte Otwock, Wilga, Maciejowice, Dęblin und Puławy mit der Landeshauptstadt Warschau.

## Namensgeschichte
- Vor 1986: Staatsstraße 120
- 1986 – 2000/2001: Nationalstraße 801
- Ab 2000/2001: Woiwodschaftsstraße 801